# نجف‌قلی خان اول
نجف‌قلی خان اول (انگلیسی: Najafqulu Khan I) Najafqulu (متولد ۱۶۹۶ - درگذشت ۱۷۸۴)، اولین خان از خانات تبریز که از ۱۷۴۷ تا ۱۷۸۴ (۱۱۶۰–۱۱۹۹ه‍.ق) در قدرت بود.